# Stenella stipae
Stenella stipae är en svampart som först beskrevs av H.C. Greene, och fick sitt nu gällande namn av K. Schub. & U. Braun 2005. Stenella stipae ingår i släktet Stenella, och familjen Mycosphaerellaceae. Inga underarter finns listade i Catalogue of Life.